# Albert Brahms
Pour les articles homonymes, voir Brahms (homonymie).
Albert Brahms (né le 24 octobre 1692 à Sanderahm dans la commune de Sande en Frise orientale et décédé le 3 août 1758 à Neu-Oberahmergroden également situé dans la commune de Sande) est un agriculteur, un Deichrichter (littéralement juge des digues) responsable des digues protégeant la zone de la mer des Wadden et un pionnier dans la construction de digue de nationalité allemande.

## Biographie
Brahms naît le 24 octobre 1692 à Sanderahm dans la commune de Sande en Frise orientale.
Albert Brahms est appelé à succéder à son père Harm Brahms pour s’occuper de la ferme familiale à Sanderahm mais après son mariage avec Eyle Catharine Meine († 1770), il exploite sa propre ferme à Neu-Oberahmergroden. De son mariage, naissent trois enfants, un fils et deux filles, mais les trois enfants décèdent en bas âge.
Dès son enfance, Brahms montre une aptitude et un intérêt à l’exercice des mathématiques. Il passe alors son temps à réaliser des exercices d’algèbre et apprend en autodidacte en s’aidant des livres de classe de son frère que leur père a envoyé à l’école latine de Jever. Un an après son mariage, alors qu’il travaille dans sa ferme, il fait l’expérience de l’inondation de Noël de 1717 qui endommage son exploitation. L’année suivante, en 1718, il est nommé Sielrichter et Deichrichter de la paroisse de Sander. Le mauvais état des digues ne lui est pas inconnu et il déploie une grande énergie à rappeler à ses concitoyens le danger que représente le non entretien des digues. Sous l’impulsion du Deichgraf August Garlich de Jever, il participe à la création de la Deichband (une entité politique responsable de l’entretien des digues) en 1730. Après 34 ans passés dans l’administration des Sielrichter et des Deichrichter, il se retire de sa position en 1752, lassé des querelles perpétuelles auxquelles il était confronté. Après s’être démis de ses fonctions, il se consacre à l’écriture d’un ouvrage technique rassemblant ses expériences dans la construction et la maintenance des digues. Il développe notamment dans son livre des techniques particulièrement novatrices pour l’époque. En reconnaissance de son travail, le « pionnier de la construction des digues » est nommé géomètre princier de principauté d'Anhalt-Zerbst (en allemand : « hochfürstlich Anhalt-Zerbstischer Geometer »).

## Ingénierie côtière
Dans le cadre de sa position de juge des digues, Brahms développe la création de l'établissement de repères physiques situés sur des terrains stables le long de la côte, permettant la mesure des niveaux des marées et des vagues lors de tempêtes.
Brahms publie en 1754 et en 1757 un ouvrage en deux volumes « rudiments en construction de digues et en ingénierie hydraulique » (titre original allemand : Anfangsgründe der Deich- und Wasserbaukunst) qui décrit les techniques de base et toujours actuelles de la construction de digues et d’aménagement de rivière.
Il recommande, entre autres, de comparer régulièrement la hauteur des digues avec le niveau des marées hautes. Il réalise les premiers enregistrements connus du niveau des marées sur la côte de la mer du Nord en Allemagne et établi des mesures des records des niveaux de tempête. Il développe également des modèles mathématiques de la hauteur des vagues en un point local comme étant proportionnelle à la racine carrée de la profondeur de l'eau et du mouvement des sédiments dans les canaux de l'eau.
Aujourd’hui encore, le travail de Brahms est reconnu. En 1996, Niemeyer, Eiben & Rohde décrivent son œuvre comme « unique » et « clairement en avance sur ses contemporains », notant que Brahms « avait déjà identifié presque tous les problèmes clés de la construction et de la maintenance des digues ».